# لوکیاآرکتیا
لوکیاآرکتیا (نام علمی: Lokiarchaeota) نام یک شاخه از حوزه باستانیان است.